# Recviem

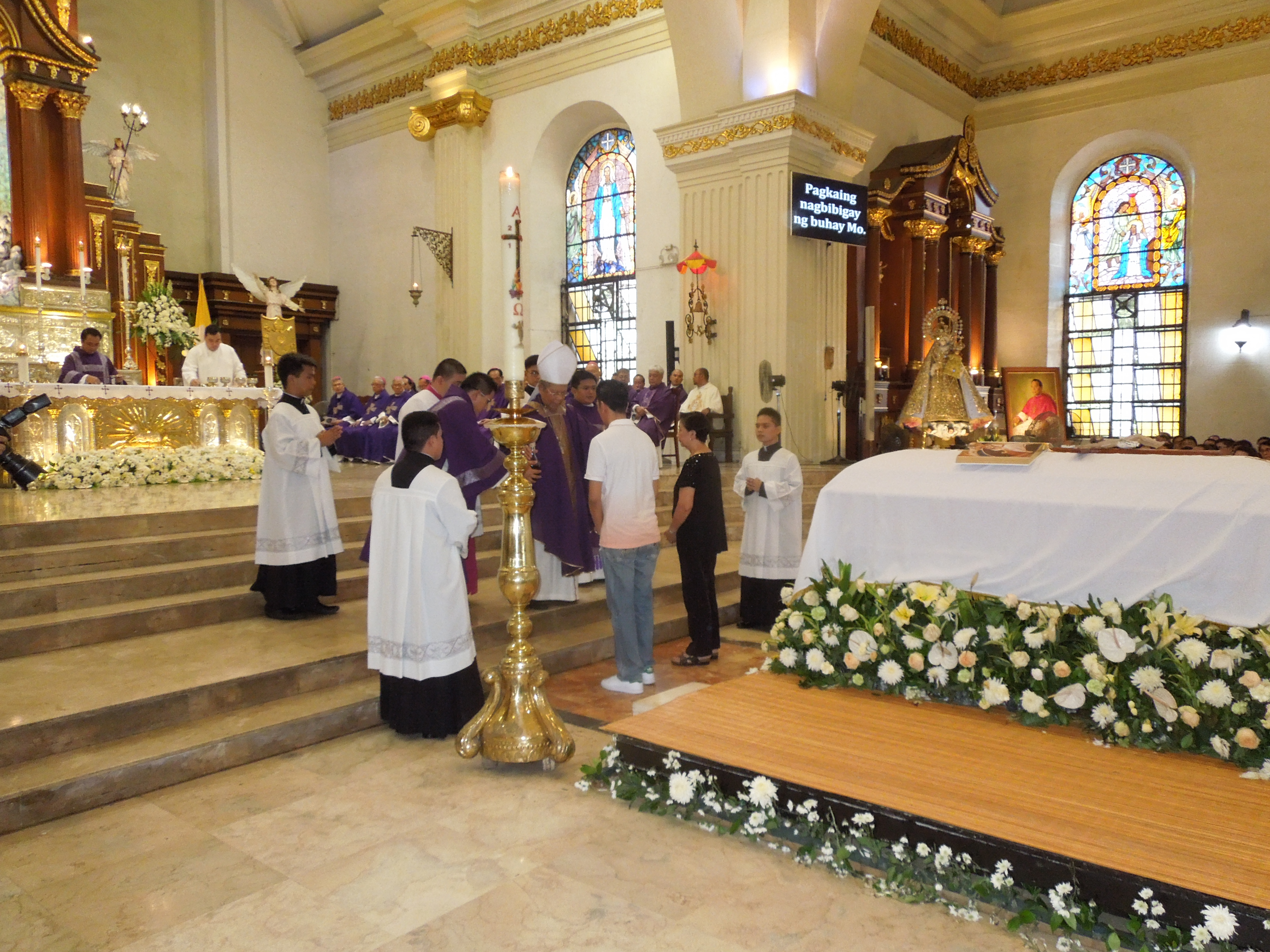
Recviem pentru un episcop în Filipine

Recviemul (după primele cuvinte în limba latină Requiem aeternam dona eis, Domine, în traducere „Odihnă veșnică dă-le lor, Doamne”) este liturghia din tradiția Bisericii Latine oficiată pentru odihna persoanelor decedate.
Termenul „recviem” se poate referi în sens restrâns și doar la compoziția muzicală destinată oficiului respectiv.
Echivalentul recviemului în ritul bizantin este slujba Prohodului.

## Muzica

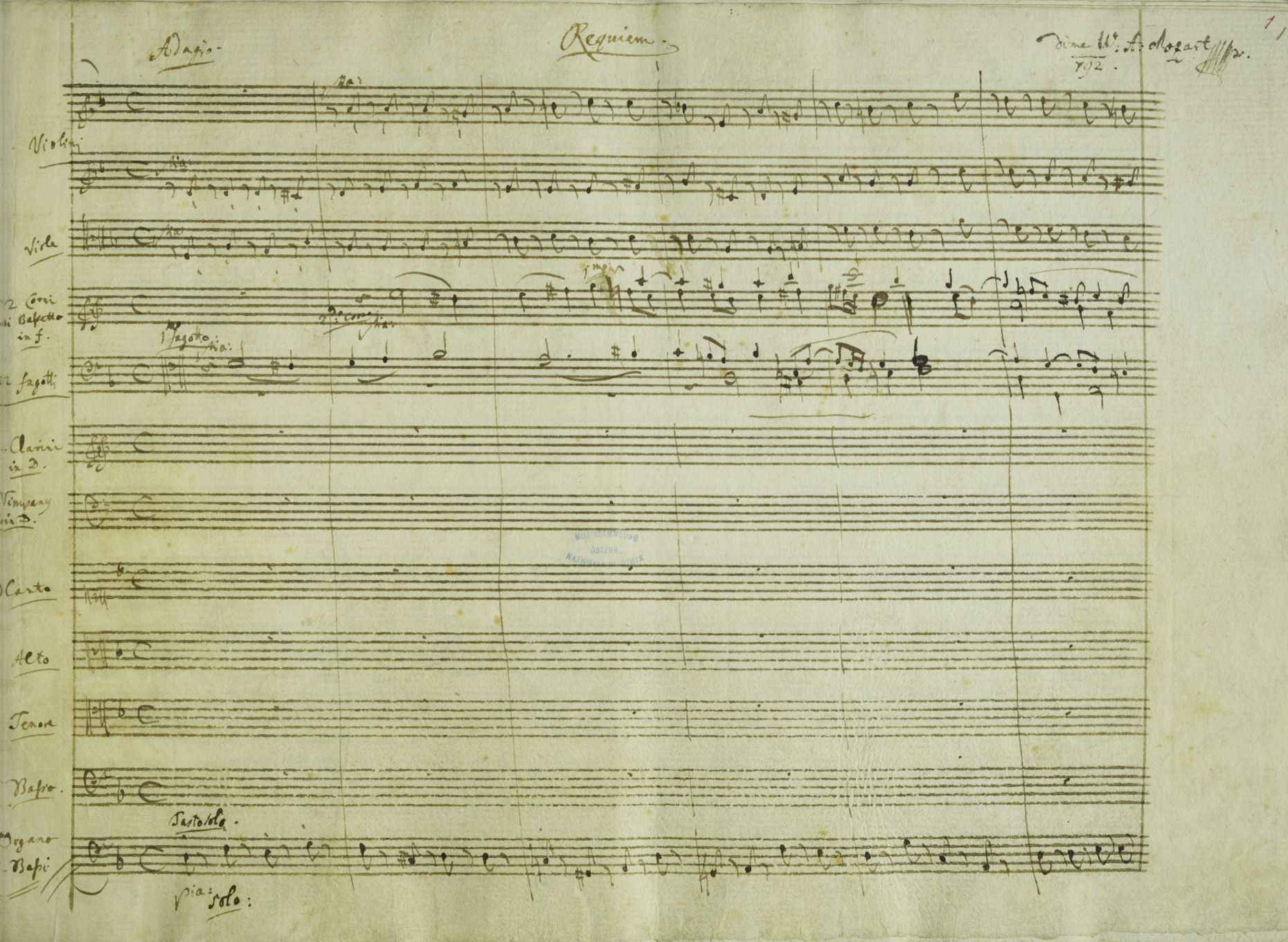
Manuscrisul Recviemului lui Mozart, interpretat pentru prima dată la moartea sa

Autori celebri ai unor recviemuri au fost Mozart, Verdi, Berlioz, Dvořák, Fauré, Duruflé etc.
Inițial, părțile recviemului se interpretau sub forma unor cântece monodice în cadrul liturghiei. Eventual, caracterul dramatic al textului a apărut în măsura în care compozitorii au realizat genul propriu-zis al acestuia, iar compozițiile muzicale, ca de exemplu cele ale lui Verdi, au devenit mai mult piese de concert decât lucrări liturgice.

### Evoluția muzicală
Timp de mai multe secole textele din recviem au fost cântate pe melodii ale muzicii gregoriene. Recviemul lui Johannes Ockeghem, scris pe la mijlocul secolului al XV-lea, reprezintă cea mai timpurie variantă polifonică ce s-a păstrat.  Înainte de standardizarea textelor liturghiei la Conciliul de la Trento, multe din compozițiile timpurii au fost scrise pe texte variate. Recviemul de Brumel, ce datează din anul 1500, este primul care include Dies Irae. În primele variante polifonice ale recviemului au existat contraste considerabile de textură chiar între părțile unuia și aceluiași recviem: unisonuri sau pasaje de fauxbourdon (cantus firmus), care contrastau cu alte secțiuni de contrapunct complex la fel ca și în recviemul lui Ockeghem.
În secolul al XVI-lea tot mai mulți compozitori au început să scrie muzică pe versurile recviemului. Până în prezent au fost compuse mai mult de 2000 de recviemuri.  Cele renascentine, mai ales cele care nu au fost scrise în Peninsula Iberică, pot fi interpretate a cappella (fără acompaniament instrumental), în timp ce în jurul anului 1600 compozitorii preferau mai des să folosească instrumentele muzicale pentru acompanierea unui cor, de asemenea puteau include și soliști vocali. Există o mare variație între compoziții în ce ține de modul în care textul liturgic este adaptat la muzică. Mulți compozitori omit părți din prescripția liturgică, mai frecvent Gradual-ul și Tract-ul. Fauré  omite Dies Irae, în timp ce în secolele precedente același text a fost frecvent pus pe note de compozitorii francezi ca lucrare de sine stătătoare.
Uneori compozitorii divid o parte din textul liturgic în două sau mai multe mișcări, caz ce se datorează volumului mare al textului. Dies Irae este cea mai frecvent divizată în funcție de text. Introit și Kyrie sunt deseori compuse într-o singură mișcare, deoarece sunt părți adiacente ale actualei Liturghii Romano-Catolice.
Relația muzical-tematică între mișcările unui Recviem se poate bine regăsi.
Recviemul în concerte
La începutul secolului al XVIII-lea și pe parcursul secolului al XIX-lea mulți compozitori au scris adevărate lucrări de concert de o anumită forță și durată considerabilă, ceea ce a împiedicat utilizarea recviemului de așa tip pentru un simplu serviciu funeral; recviemurile de Gossec, Berlioz, Versi și Dvořák sunt în esență oratorii dramatice de concert. O reacție opusă la această tendință a venit de la mișcarea ceciliană, care a recomandat reducerea acompaniamentului și punerea în evidență a soliștilor vocali de operă.
Lista recviemurilor remarcabile în ordinea cronologică a publicării lor:
·        Johannes Ockeghem: Requiem (1461?)
·        Tomás Luis de Victoria: Officium Defunctorum (1603)
·        Jean Gilles: Requiem
·        Michael Haydn: Missa pro Defunctis, Klafsky I:8, MH 155 (1771)
·        Wolfgang Amadeus Mozart: Requiem, K. 626 (1791)
·        Luigi Cherubini: Requiem (1816)
·        Hector Berlioz: Requiem, Op. 5 (1837)
·        Anton Bruckner: Requiem, WAB 39 (1849)
·        Johannes Brahms: A German Requiem, Op. 45 (1865–68)
·        Giuseppe Verdi: Messa da Requiem (1874)
·        Camille Saint-Saëns: Requiem, Op. 54 (1878)
·        Antonín Dvořák: Requiem, Op. 89, B. 165 (1890)
·        Gabriel Fauré: Requiem, Op. 48 (1887–90)
·        Frederick Delius: Requiem (1913–16)
·        Maurice Duruflé: Requiem, Op. 9 (1947)
·        Benjamin Britten: War Requiem, Op. 66 (1961–62)
·        Igor Stravinsky: Requiem Canticles (1966)
·        Bernd Alois Zimmermann: Requiem für einen jungen Dichter (1967–69)
·        Krzysztof Penderecki: A Polish Requiem (1980–2005)
·        György Ligeti: Requiem (1963–65)
·        Andrew Lloyd Webber: Requiem (1985)
·        John Rutter: Requiem (1985)
·        Hans Werner Henze: Requiem (1991–93)
·        Christopher Rouse: Requiem (2002)
·        Karl Jenkins: Requiem (2005)
Abordare modernă
În secolul al XX-lea recviemul a evoluat în câteva direcții noi. Genul de Recviem de Război, este cumva cel mai important, care cuprinde compoziții dedicate în memoria oamenilor căzuți pe câmpul de luptă. Acestea includ poeme de natură non-liturgică, de exemplu Recviemul de Război al lui Benjamin Britten, care juxtapune textul latin cu poezia lui Wilfred Owen; Krzysztof  Penderecki include în Recviemul polonez  un imn tradițional polonez, iar Misa neagră de Robert Steadman  împletește poezia cu profețiile lui Nostradamus. Recviemul dedicat jerfelor Holocaustului se cere a fi considerat ca o subdiviziune specifică a genului. Muzica din Requiem Ebraico (1945) scris de compozitorul austriac-american Eric Zeisl, are ca text Psalmul 92, a fost dedicat în memoria tatălui acestuia  și altor nenumărabile victime ale tragediei evreești din Europa și este considerat prima lucrare majoră de comemorare a victimelor Holocaustului.
Recviemul lumii de John Fould a fost scris în perioada postbelică a Primului  Război Mondial și a fost inițiată de festivalul anual de comemorare a Legiunii Britanice Regale. Revciemuri recente, care urmăresc aceiași tradiție și onorează victimele incidentului din 28 februarie, mai apoi Teroarea Albă sunt creații ale compozitorilor taiwanezi: Tyzen Hsiao și  Ko Fan-long.
Secolul al XX-lea a cunoscut progresul recviemului laic scris pentru a fi susținut în public fără a avea vreun specific religios. De exemplu, Recviem de Max Reger (1915) dedicat victimelor Primului  Război Mondial, a cărui muzică a fost scrisă pe baza poemului german numit Recviem și, un alt Recviem, scris de Frederick Delius (1916) dedicat “în memoria tuturor artiștilor tineri căzuți în război”. Paul Hindemith scrie When Lilacs Last in the Dooryard Bloom'd: A Requiem for Those We Love (1946) după elegia lui Walt Whitman dedicat lui Abraham Lincoln;  Recviem de Dmitry Kabalevsky (1962) are textul scris de Robert Rozhdestvensky special pentru această lucrare .
În Recviemul fără acompaniament, Herbert Howell folosește Psalmul 23, Psalmul 121,  Salvador mundi, Requiem aeternam și Am auzit o voce din cer. John Rutter combină în Recviem (1985)  unele părți din Recviemul Latin cu Psalmul 130 și compoziția sa timpurie The Lord is my Shepherd, care juxtapune mai multe versete biblice printre versurile latinești.
Unii compozitori au scris doar piese instrumentale conferindule titlul de recviem, ca exemplu faimos este Sinfonia da Recviem de Britten. În 1968 Hans Werner Henze a dedicat lui Che Guevara  -  Das Floß der Medusa,care este în sine un oratoriu. Acest recviem este instrumental, dar păstrează titlurile latine tradiționale pentru mișcări. În Requiem Canticles Igor Stravinsky combină mișcările instrumentale cu segmente din "Introit", "Dies irae", "Pie Jesu"  și  "Libera me". Christopher Wood  scrie Requiem (premiera a avut loc în 2012), pentru care s-a inspirat din reacția publicului la moartea Reginei Elizabeth – Mama Regină, a revenit la o formă mai tradițională cu textul latin din Liber Usualis. În februarie 2013 protestele Arab Spring au inspirat Recviemul de Rami Khalife, care a fost lansat în premieră cu Qatar Philharmonic Orchestra și Leipzig Radio Choir cu o mare aclamație critică.